# Ceferino Bencomo
Ceferino Bencomo (Caracas, 1 de noviembre de 1970) es un exfutbolista venezolano. Jugó un partido con la selección de fútbol de Venezuela en 1989. También formó parte de la selección de Venezuela para el torneo de la Copa América de 1991. Actualmente Gerente Deportivo del Catía FC.